# Le Carillon de la liberté
Pour les articles homonymes, voir Carillon (homonymie).
Pour plus de détails, voir Fiche technique et Distribution.
Le Carillon de la liberté est un film franco-belge réalisé par Gaston Roudès, sorti en 1932.

## Fiche technique
- Titre : Le Carillon de la liberté
- Réalisation : Gaston Roudès
- Scénario : Arnaud Wullus-Rudiger, d'après son livret
- Photographie : Simon Hugo
- Décors : Claude Bouxin et A. Galli
- Son : Georges Gérardot
- Musique : Arthur Prévost
- Pays d'origine :  France -  Belgique
- Production : Sybil-Film
- Durée : 66 minutes
- Lieux de tournage : En Belgique (Bruxelles et Anvers) pour les extérieurs et en France au studio Nord-Film de Neuilly-sur-Seine pour les intérieurs.
- Date de sortie : France, 27 mai 1932

## Distribution
- Andrée Lafayette : Nora Sigrid
- Jacques Maury : Jacques Vleminx
- Madeleine Bréville : Louise Liégeois
- Charley Sove : Pierre Van Brussel
- N. Dolne : Grimmir
- Le corps de ballet du Théâtre de la Monnaie